# System Fucked Up
"System Fucked Up" es una canción de la banda de hardcore punk The Exploited, compuesta por el vocalista, Wattie Buchan. Se trata de un tema con un tempo pausado (para tratarse de The Exploited) y un sonido muy metalero. Es la única canción que produjo ZM; del resto del álbum se encargó Colin Richardson, junto al propio Wattie.

## Significado
La canción habla acerca de la corrupción que destruye el sistema y de ciertas leyes. También de los propios políticos, de los crímenes que han hecho (un ejemplo sería haber robado dinero o hacer pactos con la mafia), alegando que se lavan las manos, diciendo que el dinero del gobierno lo utilizarán para la sociedad.

## Personal
- Wattie Buchan - Voz
- Fraser "Fraz" Rosetti - Guitarra
- Willie Buchan - Batería y bajo
- Arthur "Arf" Dalrymple - Solo de guitarra

- Datos: Q24953310